# Eugène Rambert

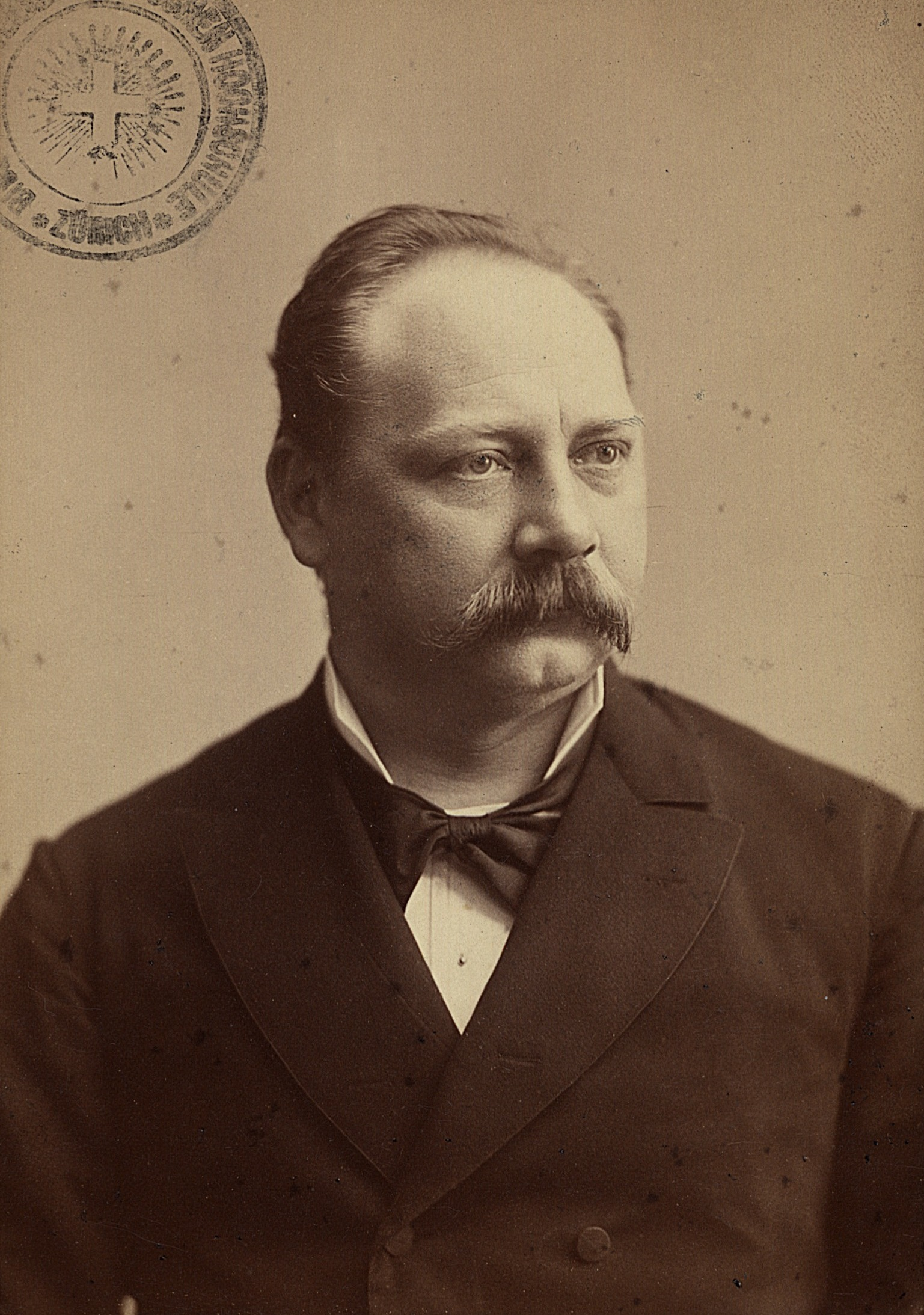
Eugène Rambert

Eugène Rambert (* 6. April 1830 in Sâles, heute zu Montreux gehörig; † 21. November 1886 in Lausanne) war ein Schweizer Schriftsteller, Poet, Literaturkritiker und Naturforscher.

## Leben

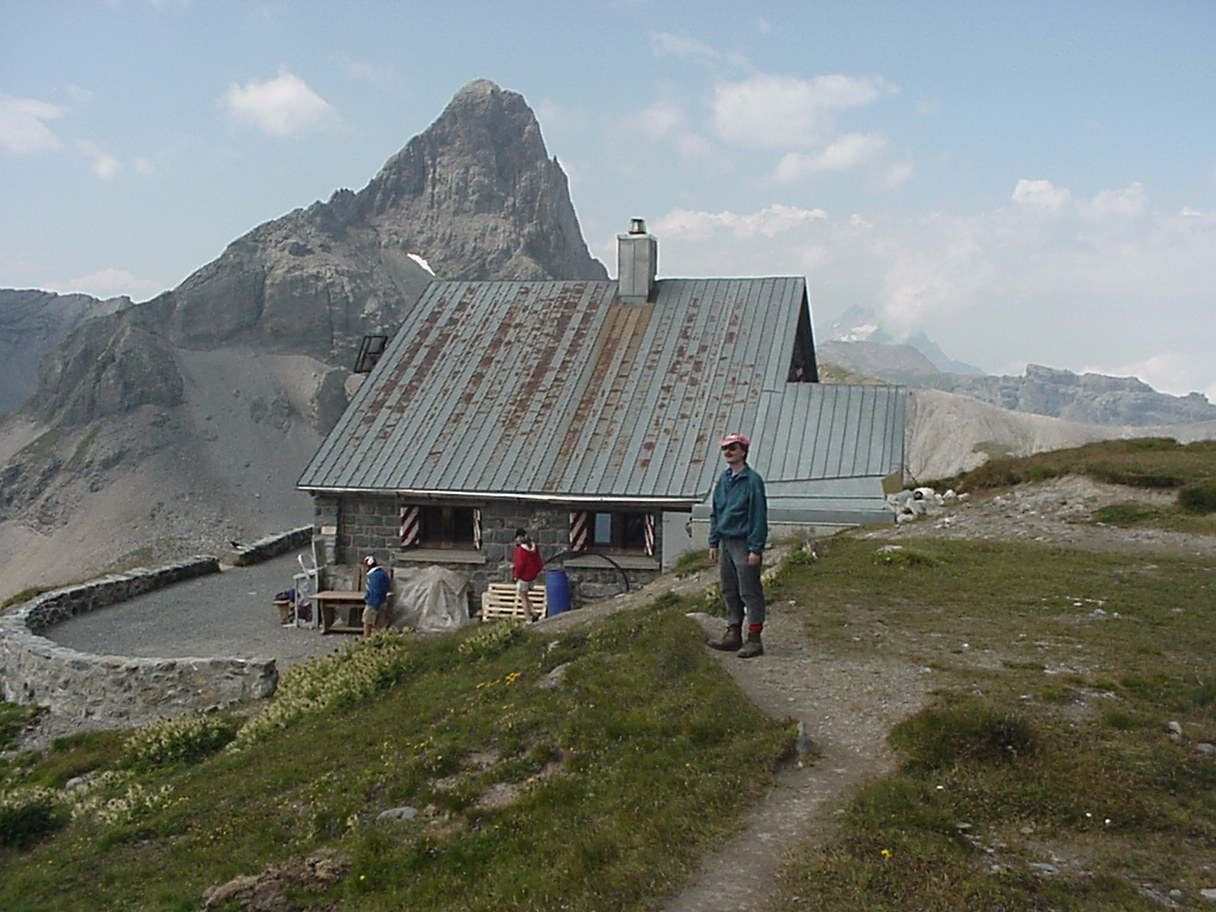
Cabane Rambert mit dem Massiv des Muveran

Eugène Rambert wurde am 6. April 1830 in Sâles geboren, das heute zum Quartier Clarens der Stadt Montreux im Kanton Waadt gehört. 1853 erhielt Rambert sein Lizenziat in Theologie an der Fakultät der Freikirche des Kantons Waadt in Lausanne und zog dann nach Paris, um französische Literatur zu studieren. Von 1855 bis 1860 war er Professor für französische Literatur an der Académie de Lausanne, anschliessend bis 1881 am Eidgenössischen Polytechnikum Zürich und darauf bis 1886 wieder in Lausanne. 1879 erhielt er einen Ehrendoktor der Universität Basel.
Er schrieb Novellen und Literaturkritik für die Zeitschriften Revue Suisse, Bibliothèque universelle, Gazette vaudoise, Pairie, Nouvelliste vaudois, Gazette de Lausanne und Revue des Deux Mondes. Er verfasste «fast monatlich» Bände mit Prosa und Poesie, literarische Artikel, theologische Aufsätze und romanhafte Novellen sowie Aufsätze zur Alpenflora sowie Reiseführer. Zudem veröffentlichte er Biographien von Alexandre Vinet (1875), Juste Olivier (1879) sowie Alexandre Calame (1884).

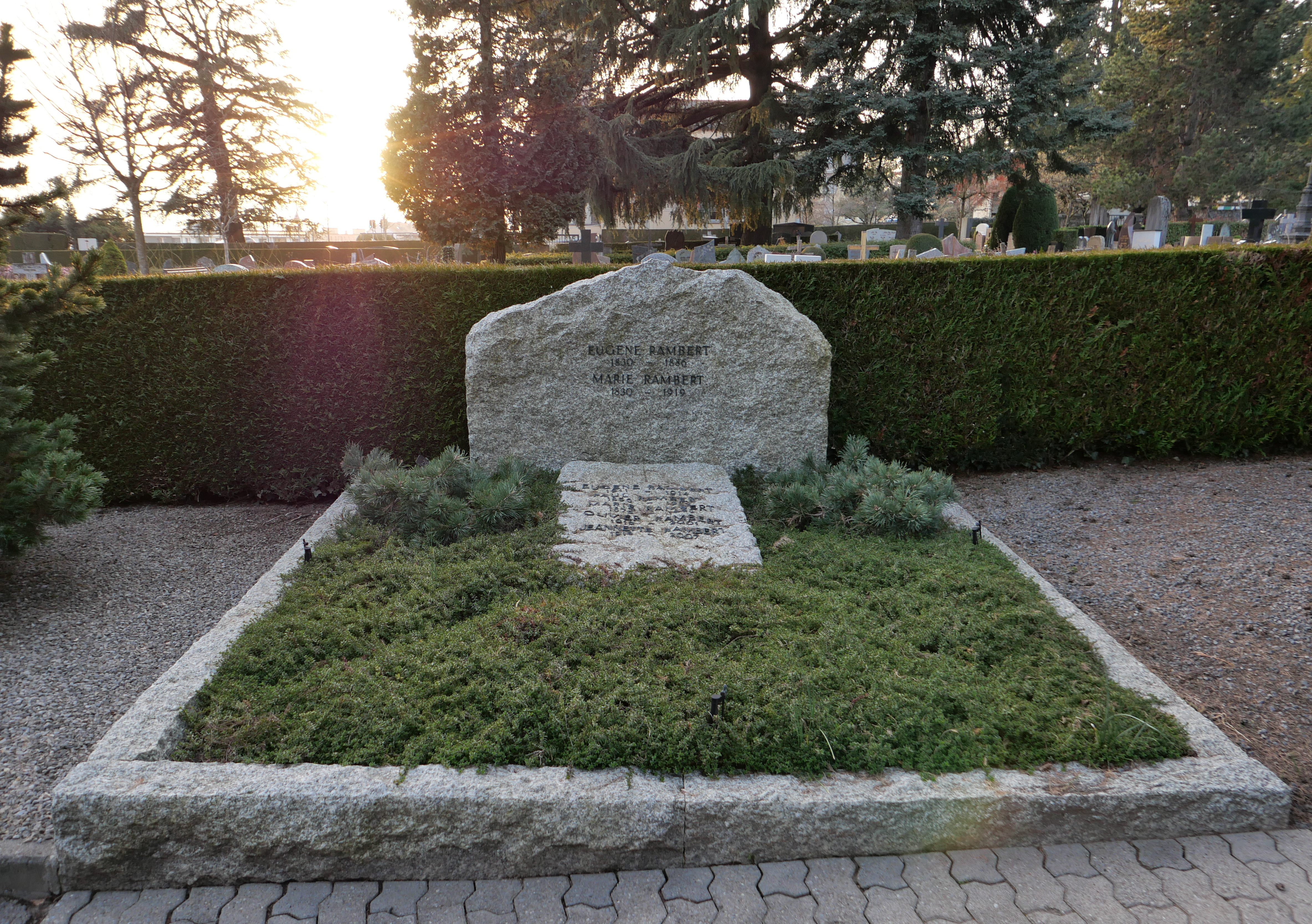
Das Grab im Jahr 2024

1863 war Rambert Gründungsmitglied und später Zentralpräsident des Schweizer Alpen-Clubs und Mitglied der SAC-Sektion Diablerets. Bis 1875 veröffentlichte Rambert eine fünfbändige Beschreibung der Schweizer Alpen sowie 1885 ein Buch über die heimische Vogelwelt.  Die 1952 von der Sektion Diablerete gebaute Schutzhütte Cabane Rambert im Kanton Wallis ist nach ihm benannt. Und zum Gedächtnis an den Naturforscher und Alpinisten wählte die 1896 gegründete Gesellschaft für die Pflege eines Alpenpflanzengartens auf den Rochers de Naye bei Montreux den Namen Rambertia.
Eugène Rambert verstarb am 21. November 1886 in Lausanne und fand seine letzte Ruhestätte auf dem Friedhof von Clarens. Die Strasse, an der dieser liegt, wurde später in Avenue Eugène-Rambert umbenannt. Ramberts Frau Anne-Marie, geb. Roth (1830–1919), mit der er seit 1857 verheiratet war, der gemeinsame Sohn Paul (1866–1932), dessen Frau Marie (1876–1963) sowie deren Kindern Eugène (1911–1914), Olivier (1914–2001) und Jeannette (1916–2007) wurden an seiner Seite beigesetzt.
1898 begründete der Schweizerische Zofingerverein mit dem Prix Rambert den ältesten Literaturpreis der Romandie, der seit 1903 alle drei Jahre von einer Jury an französischsprachige Schweizer Autoren verliehen wird.
Ramberts Nachlass wurde 1984 der Schweizerischen Nationalbibliothek vermacht und 1991 in das neu gegründete Schweizerische Literaturarchiv aufgenommen.

## Rezeption
Das Historische Lexikon der Schweiz beschreibt Rambert als typischen, in der Westschweizer Kultur verankerten Intellektuellen seiner Zeit, der in verschiedenen Wissensgebieten agierte und sich als Brückenbauer zwischen den Landesteilen sah. Albert Chérel beschreibt ihn als «Klassiker» (un classique), dessen Werk «sehr repräsentativ für den Schweizer Geist» sei (très représentative de l’esprit suisse).

## Werke (Auswahl)
- Corneille, Racine et Molière. Deux cours sur la poésie dramatique française au XVIIe siècle. 1861.
- Alexandre Vinet, d’après ses poésies. 1868.
- Poésies et chansons d’enfants. Les quatre saisons. 1871.
- Bex et ses environs. Guide et souvenir. 1871.
- Aus den Schweizer Bergen : Land und Leute. H. Georg, Genf 1874, OCLC 886360246 (Auszug aus dem fünfbändigen Werk Les Alpes suisses, 1866–1875).
- Alexandre Vinet. Histoire de sa vie et de ses œuvres. 1875.
- Ecrivains nationaux. 1874.
- Unsere Vögel. Avanti Club, Neuchâtel 1956, OCLC 608622690 (fr:  Les oiseaux dans la nature : description pittoresque des oiseaux utiles, 1885).
- Alexandre Calame, sa vie et son œuvre d’après les sources originales. Fischbacher, 1884.
- Dernières Poésies. 1887.
- Les Fleurs de deuil. 1895.
- Das Murmeltier mit dem Halsband (fr: La Marmotte au collier). Origo-Verlag, Zürich 1952, 6. Auflage Bern 1984, ISBN 978-3-282-00057-9.
- Der Geisshirt von Praz-de-Fort (fr: Le chevrier de Praz-de-Fort). GS-Verlag, Bern 1980, ISBN 3-7185-3026-0.